# Tizimín
Tizimín è una città del Messico meridionale, situata nel centro della penisola dello Yucatán. Dista circa 89 km dal celebre sito maya di Chichén Itzá, a circa 167 km dalla città di Mérida, capitale dello stato federato dello Yucatán e a 197 da Cancún. Essendo abitata principalmente da popolazioni maya vi è molto diffusa la lingua yucateca. La popolazione, molto ospitale e coinvolgente con la propria allegria, conserva ancora le proprie tradizioni, visibili soprattutto nell'abbigliamento femminile.
Tizimín è rinomata per la sua tradizionale fiera in onore dei tre Re Magi si festeggia a fine dicembre e inizio gennaio, portando il soprannome di "Città dei Re".

## Amministrazione

### Gemellaggi
La città ha un legame di gemellaggio con la città di Evansville, Stati Uniti dal maggio 2011.